# Revest-du-Bion
Revest-du-Bion – miejscowość i gmina we Francji, w regionie Prowansja-Alpy-Lazurowe Wybrzeże, w departamencie Alpy Górnej Prowansji.

## Demografia
Powierzchnia gminy wynosi 43,45 km². Według danych na rok 2005 gminę zamieszkiwały 518 osoby, a gęstość zaludnienia wynosiła 12 osób/km². W styczniu 2015 r. Revest-du-Bion zamieszkiwały 592 osoby, przy gęstości zaludnienia wynoszącej 13,6 osób/km².

## Współpraca
Miejscowość partnerska:
- Péruwelz, Belgia